# Censori romani
Si riporta una lista dei censori romani in ordine cronologico; tale lista non è esaustiva.
I censori romani furono magistrati incaricati, a partire dal 444 a.C. (in precedenza l'incarico spettava ai consoli), dell'esecuzione della censura ("censimento"), operazione con la quale si registravano i cittadini romani e le loro proprietà. Con l'inclusione in questa lista si diventava cittadino romano e contribuente, cioè soggetto al pagamento delle tasse. I censori erano eletti in due dai Comizi centuriati. Inoltre redigevano la lista dei senatori e giudicavano la moralità dei cittadini.

## V secolo a.C.
Prima del 443 a.C., il censimento era effettuato dai consoli in carica.
Lucio Papirio Mugillano e Lucio Sempronio Atratino furono i primi ad essere eletti censori nel 443 a.C., quando si ritenne che i consoli, spesso impegnati in guerre, non potevano adempiere anche a questo incarico.
| Anno            | Patrizi                                                          | Plebei |
| --------------- | ---------------------------------------------------------------- | ------ |
| 443 a.C.        | Lucio Papirio Mugillano e Lucio Sempronio Atratino               | ---    |
| 435 a.C.        | Gaio Furio Pacilo Fuso e Marco Geganio Macerino                  | ---    |
| 430 o 424 a.C.? | Lucio Papirio Mugillano e Publio Pinario (o Lucio Giulio Iullo?) | ---    |
| 418 a.C.        | Lucio Papirio Mugillano e Manio Emilio Mamercino                 | ---    |
| 403 a.C.        | Marco Furio Camillo e Marco Postumio Albino Regillense           | ---    |

## IV secolo a.C.
Nel 393 a.C., per la prima e unica volta, a causa della morte di un censore, fu eletto un sostituto (censor suffectus).
Marco Cornelio Maluginense sostituì Gaio Giulio Iullo. 
Con Gaio Marcio Rutilo, nel 351 a.C. fu eletto a questa carica per la prima volta un plebeo (in precedenza questa carica era riservata ai patrizi).
Alcuni anni dopo, nel 339 a.C., fu stabilito per legge che almeno uno dei censori dovesse provenire da famiglia plebea.
| Anno     | Patrizi                                                                                                   | Plebei                    |
| -------- | --- | ------------------------- |
| 393 a.C. | Lucio Papirio Cursore e Gaio Giulio Iullo; sostituito da Marco Cornelio Maluginense come censor suffectus | ---                       |
| 389 a.C. | Marco Furio Fuso ? e Lucio Papirio Mugillano ?                                                            | ---                       |
| 380 a.C. | Spurio Postumio Albino Regillense e Gaio Sulpicio Camerino                                                | ---                       |
| 378 a.C. | Spurio Servilio Prisco e Quinto Clelio Siculo                                                             | ---                       |
| 366 a.C. | Gaio Sulpicio Petico e (Aulo?) Postumio Regillense Albino                                                 | ---                       |
| 363 a.C. | Marco Fabio Ambusto e Lucio Furio Medullino Fuso                                                          | ---                       |
| 351 a.C. | Gneo Manlio Capitolino Imperioso                                                                          | Gaio Marcio Rutilo        |
| 340 a.C. | Lucio Cornelio Scipione (censura incerta) e Publio Cornelio Scipione (censura incerta)                    | ---?                      |
| 332 a.C. | Spurio Postumio Albino Caudino                                                                            | Quinto Publilio Filone    |
| 319 a.C. | Gaio Sulpicio Longo?                                                                                      | sconosciuto               |
| 318 a.C. | Lucio Papirio Crasso                                                                                      | Gaio Menio                |
| 312 a.C. | Appio Claudio Cieco                                                                                       | Gaio Plauzio Venoce       |
| 307 a.C. | Marco Valerio Massimo Corvino                                                                             | Gaio Giunio Bubulco Bruto |
| 304 a.C. | Quinto Fabio Massimo Rulliano                                                                             | Publio Decio Mure         |

## III secolo a.C.
| Anno     | Patrizi                                | Plebei                       |
| -------- | -------------------------------------- | ---------------------------- |
| 300 a.C. | Publio Sulpicio Saverrione             | Publio Sempronio Sofo        |
| 294 a.C. | Publio Cornelio Arvina                 | Gaio Marcio Rutilo Censorino |
| 289 a.C. | Quinto Fabio Massimo Gurgite?          | Spurio Carvilio Massimo?     |
| 283 a.C. | sconosciuto                            | Quinto Cedicio Nottua        |
| 280 a.C. | Lucio Cornelio Scipione Barbato        | Gneo Domizio Calvino Massimo |
| 275 a.C. | Quinto Emilio Papo                     | Gaio Fabricio Luscino        |
| 272 a.C. | Lucio Papirio Pretestato               | Manio Curio Dentato          |
| 269 a.C. | Lucio Emilio Barbula                   | Quinto Marcio Filippo        |
| 265 a.C. | Gneo Cornelio Blasione                 | Gaio Marcio Rutilo Censorino |
| 258 a.C. | Lucio Cornelio Scipione                | Gaio Duilio                  |
| 253 a.C. | Lucio Postumio Megello                 | Decimo Giunio Pera           |
| 252 a.C. | Manio Valerio Massimo Corvino Messalla | Publio Sempronio Sofo        |
| 247 a.C. | Aulo Manlio Torquato Attico            | Aulo Atilio Calatino         |
| 241 a.C. | Marco Fabio Buteone                    | Gaio Aurelio Cotta           |
| 236 a.C. | Lucio Cornelio Lentulo Caudino         | Quinto Lutazio Cercone       |
| 234 a.C. | Aulo Postumio Albino                   | Quinto Atilio Bulbo          |
| 231 a.C. | Tito Manlio Torquato                   | Quinto Fulvio Flacco         |
| 230 a.C. | Quinto Fabio Massimo Verrucoso         | Marco Sempronio Tuditano     |
| 225 a.C. | Gaio Claudio Centone                   | Marco Giunio Pera            |
| 220 a.C. | Lucio Emilio Papo                      | Gaio Flaminio                |
| 214 a.C. | Publio Furio Filo                      | Marco Atilio Regolo          |
| 210 a.C. | Lucio Veturio Filone                   | Publio Licinio Crasso Divite |
| 209 a.C. | Marco Cornelio Cetego                  | Publio Sempronio Tuditano    |
| 204 a.C. | Gaio Claudio Nerone                    | Marco Livio Salinatore       |

## II secolo a.C.
Nel 131 a.C., per la prima volta entrambi i censori furono di estrazione plebea.
| Anno     | Patrizi                                 | Plebei                                                          |
| -------- | --------------------------------------- | --------------------------------------------------------------- |
| 199 a.C. | Publio Cornelio Scipione Africano       | Publio Elio Peto                                                |
| 194 a.C. | Gaio Cornelio Cetego                    | Sesto Elio Peto Catone                                          |
| 189 a.C. | Tito Quinzio Flaminino                  | Marco Claudio Marcello                                          |
| 184 a.C. | Lucio Valerio Flacco                    | Marco Porcio Catone il Vecchio                                  |
| 179 a.C. | Marco Emilio Lepido                     | Marco Fulvio Nobiliore                                          |
| 174 a.C. | Aulo Postumio Albino Lusco              | Quinto Fulvio Flacco                                            |
| 169 a.C. | Gaio Claudio Pulcro                     | Tiberio Sempronio Gracco                                        |
| 164 a.C. | Lucio Emilio Paolo Macedonico           | Quinto Marcio Filippo                                           |
| 159 a.C. | Publio Cornelio Scipione Nasica Corculo | Marco Popilio Lenate                                            |
| 154 a.C. | Marco Valerio Messalla                  | Gaio Cassio Longino                                             |
| 147 a.C. | Lucio Cornelio Lentulo Lupo             | Lucio Marcio Censorino                                          |
| 142 a.C. | Publio Cornelio Scipione Emiliano       | Lucio Mummio                                                    |
| 136 a.C. | Appio Claudio Pulcro                    | Quinto Fulvio Nobiliore                                         |
| 131 a.C. | ---                                     | Quinto Cecilio Metello Macedonico e Quinto Pompeo               |
| 125 a.C. | Gneo Servilio Cepione                   | Lucio Cassio Longino Ravilla                                    |
| 120 a.C. | ---                                     | Quinto Cecilio Metello Balearico e Lucio Calpurnio Pisone Frugi |
| 115 a.C. | ---                                     | Lucio Cecilio Metello Diademato e Gneo Domizio Enobarbo         |
| 109 a.C. | Marco Emilio Scauro                     | Marco Livio Druso                                               |
| 108 a.C. | Quinto Fabio Massimo Eburno             | Gaio Licinio Geta                                               |
| 102 a.C. | ---                                     | Gaio Cecilio Metello Caprario e Quinto Cecilio Metello Numidico |

## I secolo a.C.
Dall'81 a.C., il dittatore Lucio Cornelio Silla esercitò anche gli uffici della censura. La censura fu poi ripristinata nel 70 a.C.; anche durante le guerre civili (ai tempi di Gaio Giulio Cesare) non furono eletti censori.
| Anno    | Patrizi                                                       | Plebei                                       |
| ------- | ------------------------------------------------------------- | -------------------------------------------- |
| 97 a.C. | Lucio Valerio Flacco                                          | Marco Antonio Oratore                        |
| 92 a.C. | ---                                                           | Gneo Domizio Enobarbo e Lucio Licinio Crasso |
| 89 a.C. | Lucio Giulio Cesare                                           | Publio Licinio Crasso                        |
| 86 a.C. | ---                                                           | Lucio Marcio Filippo e Marco Perperna        |
| 70 a.C. | Gneo Cornelio Lentulo Clodiano                                | Lucio Gellio Publicola                       |
| 65 a.C. | ---                                                           | Marco Licinio Crasso e Quinto Lutazio Catulo |
| 64 a.C. | Manio Acilio Glabrione?                                       | Lucio Aurelio Cotta                          |
| 61 a.C. | Lucio Giulio Cesare?                                          | Gaio Scribonio Curione                       |
| 55 a.C. | Marco Valerio Messalla Niger e Publio Servilio Vatia Isaurico | ---                                          |
| 50 a.C. | Appio Claudio Pulcro                                          | Lucio Calpurnio Pisone Cesonino              |
| 42 a.C. | Publio Sulpicio Rufo                                          | Gaio Antonio Ibrida                          |

## Censori di età imperiale
| Anno       |                                                           |                        |
| ---------- | --------------------------------------------------------- | ---------------------- |
| 28 a.C.    | Cesare Ottaviano Augusto                                  | Marco Vipsanio Agrippa |
| 22 a.C.    | Lucio Emilio Lepido Paolo                                 | Lucio Munazio Planco   |
| 47/48      | Tiberio Claudio Cesare Augusto                            | Lucio Vitellio         |
| 72/73      | Cesare Vespasiano Augusto                                 | Tito Cesare Vespasiano |
| 85–96      | Cesare Domiziano Augusto                                  |                        |
| 251        | Publio Licinio Valeriano (censura probabilmente fittizia) |                        |
| 333/34–337 | Flavio Dalmazio                                           |                        |